# 16 до н. е.

## Події
- Луцій Доміцій Агенобарб і Публій Корнелій Сципіон римські консули.
- Норік приєднаний до Римської Імперії
- Октавіан Август створює римську провінцію Белгіка
- Римський легат Марк Лоллій програє німецькім племенам

## Народилися
- Гней Доміцій Афр — державний діяч, відомий красномовець й правник часів ранньої Римської імперії.

## Померли
- Емілій Макр — латинський дидактичний поет та науковець часів раньої Римської імперії.